# Пенн-Ян (Нью-Йорк)
Пенн-Ян (англ. Penn Yan) — селище (англ. village) в США, в окрузі Єйтс штату Нью-Йорк. Населення — 5056 осіб (2020).

## Географія
Пенн-Ян розташований за координатами 42°39′39″ пн. ш. 77°3′11″ зх. д. / 42.66083° пн. ш. 77.05306° зх. д. (42.660714, -77.053071).  За даними Бюро перепису населення США в 2010 році селище мало площу 6,31 км², з яких 6,17 км² — суходіл та 0,15 км² — водойми.

## Демографія
Згідно з переписом 2010 року, у селищі мешкало 5159 осіб у 2200 домогосподарствах у складі 1207 родин. Густота населення становила 817 осіб/км².  Було 2358 помешкань (373/км²).
Расовий склад населення:
| - 95,7 % — білих - 1,1 % — чорних або афроамериканців - 0,6 % — азіатів - 0,2 % — корінних американців |

До двох чи більше рас належало 1,9 %. Частка іспаномовних становила 2,7 % від усіх жителів.
За віковим діапазоном населення розподілялося таким чином: 22,3 % — особи молодші 18 років, 57,2 % — особи у віці 18—64 років, 20,5 % — особи у віці 65 років та старші. Медіана віку мешканця становила 42,9 року. На 100 осіб жіночої статі у селищі припадало 86,7 чоловіків;  на 100 жінок у віці від 18 років та старших — 81,9 чоловіків також старших 18 років.
Середній дохід на одне домашнє господарство  становив 45 964 долари США (медіана — 33 586), а середній дохід на одну сім'ю — 55 694 долари (медіана — 43 972). Медіана доходів становила 39 974 долари для чоловіків та 28 109 доларів для жінок. За межею бідності перебувало 26,3 % осіб, у тому числі 40,4 % дітей у віці до 18 років та 21,0 % осіб у віці 65 років та старших.
Цивільне працевлаштоване населення становило 2043 особи. Основні галузі зайнятості: освіта, охорона здоров'я та соціальна допомога — 26,6 %, роздрібна торгівля — 15,6 %, виробництво — 9,9 %, мистецтво, розваги та відпочинок — 8,1 %.